# Ricardo Labuto Gondim
Ricardo Labuto Gondim (Rio de Janeiro, 1 de março de 1966) é um professor, crítico, teólogo, filósofo e escritor brasileiro. 
Atualmente, é um dos principais nomes da ficção científica no Brasil.
Ricardo cursou Comunicação nas Faculdades Integradas Hélio Alonso e trabalhou em diversas agências de publicidade ao longo da vida. Posteriormente, estudou Teologia no Instituto Metodista Bennett e foi professor de Comunicação no Centro Universitário da Cidade do Rio de Janeiro (UniverCidade).

## Carreira
Em 2012, lançou seu primeiro livro chamado "Deus no Labirinto", pela Editora Baluarte. A obra foi editada por Guilherme Tolomei, com prefácio do publicitário Washington Olivetto e orelha do escritor Bogado Lins. Com nove contos e dois ensaios, mistura personagens históricos e pessoas reais e busca as contradições dentro da experiência cotidiana. 
No ano seguinte lançou o romance policial "B", com a quarta capa escrita pelo autor Raphael Montes e prefácio pelo cineasta Guilherme de Almeida Prado. A história acontece na década de 50 em Guanabara e revela uma relação entre o Brasil e a Alemanha Nazista.
"Três contos perigosos" foi o primeiro livro digital de Gondim a ser publicado, em 2016. Pelo selo editorial Hal.9k, o ebook com três contos de terror chamado "Três contos perigosos".
Em 2018, lançou seu magnum opus pela Editora Caligari: o romance de ficção científica chamado "Corrosão" que ganhou diversos prêmios literários. O livro aborda a conexão entre passado e futuro, com referências ao Titanic. O escritor Daniel Bezerra é quem assina a orelha do livro.
Pela Editora Viés, publicou, em 2019, seu primeiro livro infantil. "Caçadores de Imagens" tem a contra capa escrita pelo autor Julio Emílio Braz. A história acontece nos anos 80.
Em 2020 publicou seu quinto livro impresso, um romance de ficção científica sobre o controle do indivíduo e da sociedade pelos algoritmos, chamado Pantokrátor.  

## Prêmios
- Finalista do Prêmio Argos, categoria "Romance", com Corrosão (2019).[7]

- Vencedor do Prêmio Odisseia Literária, categoria "Narrativa Longa Ficção Científica", com Corrosão (2019). [8]

## Obras
- 2012 - Deus no labirinto (Editora Baluarte)
- 2013 - B (Editora Baluarte)
- 2015 - Três Contos Perigosos (Selo Hal.9k)
- 2018 - Corrosão (Editora Caligari)
- 2019 - Caçadores de Imagens (Editora Viés)
- 2020 - Pantokrátor